# EL Весов
EL Весов (лат. EL Librae) — одиночная переменная звезда в созвездии Весов на расстоянии (вычисленном из значения параллакса) приблизительно 7596 световых лет (около 2329 парсеков) от Солнца. Видимая звёздная величина звезды — от +15m до +14,1m.

## Характеристики
EL Весов — пульсирующая переменная звезда типа RR Лиры (RR).